# Aucademia (série de televisão)
Pup Academy (Aucademia no Brasil ou Acãodemia em Portugal) é uma série de televisão canadiano-americano que estreou no Disney Channel nos Estados Unidos e na TVOntario no Canadá em 26 de agosto de 2019. 
A série é estrelada por Don Lake, Christian Convery, Aria Birch, Gabrielle Miller, Gabrielle Miller, Riley O'Donnell, Chance Hurstfield, Dylan Schombing e Brian George. A série foi lançada Internacionalmente, na Netflix em 21 de fevereiro de 2020.

## Premissa
Charlie é um homem que estabeleceu uma academia secreta para filhotes em um mundo paralelo, onde eles são educados sobre como se tornarem cães. Seu neto Morgan se muda para sua vizinhança e ele o ajuda a educar os filhotes, Spark, Corazon e Whizz, no momento em que o vínculo entre humano e canino, alimentado pela constelação do Canis Primus, começa a desaparecer. Isso se vincula a uma profecia envolvendo um menino e um filhote de cachorro vadio, em que o reitor de pós-graduação (ou DOG) tem que encontrar aquele animal vadio especial, salvar a Pup Academy e restaurar o vínculo entre humanos e caninos.

## Elenco e personagens
- Don Lake como Charlie, ajuda em tudo que pode na acãodemia.
- Christian Convery como Morgan, neto de Charlie, que ajuda na acãodemia.
- Aria Birch como Izzy, uma garota que Morgan faz amizade.
- Gabrielle Miller como Molly, mãe de Morgan
- Riley O'Donnell como a voz de Spark, uma cadela vadia esperta nas ruas.
- Chance Hurstfield como a voz de Corazon, um Golden Retriever pateta que pertence a Izzy.
- Dylan Schombing como a voz de Whizz, um cão pastor nervoso e inteligente que pertence a James.
- Brian George como a voz de DOG, um reitor da Pup Academy que procura os desvios da profecia.